# 高野脩汰
高野 脩汰（たかの しゅうた、1998年8月13日 - ）は、島根県出雲市出身のプロ野球選手（投手）。左投左打。千葉ロッテマリーンズ所属。

## 経歴

### プロ入り前
出雲市立高松小学校2年生のときに高松野球スポーツ少年団で野球を始め、出雲市立浜山中学校では軟式野球部に所属した。
出雲商業高校では1年夏からベンチ入りし、1年秋からはエースを務めた。2年夏は島根大会準決勝で大東に0-1で完投負け。3年夏も島根大会1回戦で邇摩に0-3で完投負けを喫した。2年夏の県ベスト4が最高戦績であり、甲子園出場経験はなし。
関西大学商学部に進学し、関西学生リーグ所属の野球部に入部。2年春からリーグ戦に登板すると、3年秋は8試合の登板で3完投1完封・4勝0敗、53回2/3を投げて56奪三振・防御率1.01と先発の柱としてフル回転し、MVP・最優秀投手・ベストナインを獲得した。ただ、リーグ戦途中から左肘の違和感を発症しており、明治神宮大会では計2試合・2イニングを投じたのみであった。4年春は新型コロナウイルスの影響でチーム活動が約2か月半停止。4年秋は調子が上がらず、0勝に終わった。4球団から獲得の調査書が届いたものの、2020年10月26日に開催されたドラフト会議では指名漏れとなった。大学4年間のリーグ戦では通算10勝。
日本通運に入社すると、1年目から先発リリーフ問わずに起用され、2年目はJABA四国大会の優勝に大きく貢献。都市対抗では宮崎梅田学園との初戦にリリーフ登板し、1イニングを無失点に抑えた。
2022年10月20日に開催されたドラフト会議にて、千葉ロッテマリーンズから4位指名を受けた。5球団から調査書が届いていたが、「会議を見るのが怖くて。2年前に指名漏れしたので現実逃避してました」とドラフト指名の瞬間は、日本通運野球部寮の最寄りのコンビニであるファミリーマートにいたという。その後、11月15日に契約金5000万円・年俸1150万円（いずれも金額は推定）で契約した。背番号は34。なお、日本通運在籍時およびドラフト指名時の姓名表記は髙野 脩汰であったが、入団後の登録名は「高」を新字体とした高野 脩汰となっている。

### ロッテ時代
2023年は7月18日に開催されたフレッシュオールスターに選出され、イースタン・リーグ選抜の4番手として登板し、7球で三者凡退に抑えた。二軍では13試合（4先発）に登板し、1勝0敗・防御率5.01という成績ながらも尻上がりに調子を上げ、7月25日に出場選手登録。同日の埼玉西武ライオンズ戦でプロ初登板となり、2イニングを無安打1四球2奪三振無失点と好投した。吉井理人監督は高野の適性を見極めている段階で中継ぎ決定ではないとしていたが、その後は3度の登録抹消がありながらもリリーフとして起用され、ルーキーイヤーは一軍で7試合に登板して防御率1.64を記録。オフに現状維持となる推定年俸1150万円で契約を更改し、その後は11月25日から12月17日にかけて開催された台湾ウインターリーグに派遣された。同リーグでは9試合に登板し、1勝0敗1ホールド・防御率3.86を記録した。
2024年はリリーフとして自身初の開幕一軍入りを果たした。2試合に登板し、4月13日に出場選手登録を抹消され、二軍戦での先発登板を経て、同24日の福岡ソフトバンクホークス戦でプロ初先発。小雨が降りしきる中、制球に苦しみながらも2イニングを無失点に抑えたが、打者2巡目を迎えた3回表に2点を失い、この回限りで降板。吉井監督は「ちょっと引っ張り過ぎた。ひと回りと思っていた。2回でひと回りきちゃったので」と当初は打者1巡で交代する予定であったことを明かし、高野は3回3安打3四球2奪三振2失点の内容で敗戦投手となった。翌25日に出場選手登録を抹消され、5月26日にリリーフとして再登録。同31日の阪神タイガース戦では、前日までチームが2試合連続で延長12回を戦っていたこともあり、1点ビハインドの8回表から登板し、2イニングを無失点に抑えて9回裏のチームの同点を呼び込んだ。この1試合のみで6月1日に登録抹消となるも、同13日に再登録され、ブルペンデーとなった6月15日の中日ドラゴンズ戦では0-0の3回表から登板し、2回2/3を3安打無四死球5奪三振無失点と好投。チームが3回裏に先制し、そのまま勝利したことで高野にプロ初勝利が記録された。同17日の登録抹消以降の一軍登板は、7月17日のソフトバンク戦（先発、3回2失点で勝敗つかず）の1試合のみであったものの、二軍では17試合に登板し、74イニングを投げて防御率3.65と先発としての適性を示した。レギュラーシーズン終了後にはフェニックスリーグへ参加し、視察に訪れた吉井監督は「高野は翌年、先発でと考えています」と明言。この年は一軍で6試合（2先発）に登板し、1勝1敗・防御率3.68を記録し、オフに100万円増となる推定年俸1250万円で契約を更改した。
2025年は開幕戦の翌日の3月29日に一軍登録されると、同日の福岡ソフトバンクホークス戦（みずほPayPayドーム）にて6回から登板し2回を無失点に抑え、プロ初ホールドを記録した。4月3日のオリックス・バファローズ戦では危険球退場となった石川柊太の後を受け、3回2/3を無失点に抑えた。翌4日に登録を抹消されるも、5月5日に再昇格。シーズン序盤はロングリリーフでの登板がほとんどで、登板間隔が空くことも多々あった。その後もほとんどがロングリリーフでの登板だったが、各登板で結果を残し続け、前半戦だけで主要な自己最高記録を更新した。8月4日の埼玉西武ライオンズ戦（ベルーナドーム）では同年5勝目を挙げ、一時的にチーム最多の勝利数を誇った。

## 選手としての特徴
真上から投げ下ろすダイナミックな投球フォームが特徴。岡島秀樹を彷彿とさせるノールック投法であり、リリースの瞬間は捕手を見ていないという。
本人が「角度のある真っ直ぐと落ち球による空振りを取れるスタイルだと思っています」と話したように角度のあるストレートと鋭く沈むフォークが武器。最速は149km/h、変化球は他に2種類のスライダーを投じる。
左投手ながら「右打者のインコースに投げる際に、引っ掛けがちでちょっと質の悪いというか、コースにいっても弱い球が目立っていた」という理由で三塁側のプレートを踏んで投げている。

## 人物
愛称は「チェス」。投球フォームが胸を倒して投げるチェスト投げであることに由来する。
自身の性格を一言で表すと「変わっている」とのこと。誰とでも分け隔てなく接する明るいキャラクターであり、口を開けば、絶妙な言い回しで皆を和ませるムードメーカーでもある。
日本通運野球部の寮とロッテの寮は、ともに埼玉県さいたま市内にあることから2023年1月8日の入寮日には大学1年生のころから愛用しているスポーツバイクで入寮を行った。ただし、高野は途中で道を間違えてしまい結果的に到着予定時刻より20分弱遅れて到着した。
東京ヤクルトスワローズの髙野颯太は遠縁の親戚であり、実家が近所である。
和田毅とは同郷である。和田の自主トレに毎年参加していたチームメイトの本前郁也を通じて、プロ2年目（2024年）に初めて和田の自主トレに参加した。

## 詳細情報

### 年度別投手成績
| 年 度     | 球 団     | 登 板 | 先 発 | 完 投 | 完 封 | 無 四 球 | 勝 利 | 敗 戦 | セ 丨 ブ | ホ 丨 ル ド | 勝 率 | 打 者 | 投 球 回 | 被 安 打 | 被 本 塁 打 | 与 四 球 | 敬 遠 | 与 死 球 | 奪 三 振 | 暴 投 | ボ 丨 ク | 失 点 | 自 責 点 | 防 御 率 | W H I P |
| --------- | --------- | ----- | ----- | ----- | ----- | -------- | ----- | ----- | -------- | ----------- | ----- | ----- | -------- | -------- | ----------- | -------- | ----- | -------- | -------- | ----- | -------- | ----- | -------- | -------- | ------- |
| 2023      | ロッテ    | 7     | 0     | 0     | 0     | 0        | 0     | 0     | 0        | 0           | ----  | 45    | 11.0     | 9        | 1           | 5        | 0     | 0        | 8        | 1     | 0        | 4     | 2        | 1.64     | 1.27    |
| 2024      | ロッテ    | 6     | 2     | 0     | 0     | 0        | 1     | 1     | 0        | 0           | .500  | 64    | 14.2     | 16       | 1           | 4        | 0     | 0        | 16       | 0     | 0        | 6     | 6        | 3.68     | 1.36    |
| 通算：2年 | 通算：2年 | 13    | 2     | 0     | 0     | 0        | 1     | 1     | 0        | 0           | .500  | 109   | 25.2     | 25       | 2           | 9        | 0     | 0        | 24       | 1     | 0        | 10    | 8        | 2.81     | 1.32    |

- 2024年度シーズン終了時

### 年度別守備成績
| 年 度 | 球 団  | 投手  | 投手  | 投手  | 投手  | 投手  | 投手     |
| 年 度 | 球 団  | 試 合 | 刺 殺 | 補 殺 | 失 策 | 併 殺 | 守 備 率 |
| ----- | ------ | ----- | ----- | ----- | ----- | ----- | -------- |
| 2023  | ロッテ | 7     | 0     | 1     | 1     | 1     | .500     |
| 2024  | ロッテ | 6     | 0     | 2     | 1     | 0     | .667     |
| 通算  | 通算   | 13    | 0     | 3     | 2     | 1     | .600     |

- 2024年度シーズン終了時

### 記録
初記録
投手記録
- 初登板：2023年7月25日、対埼玉西武ライオンズ13回戦（ベルーナドーム）、7回裏に2番手で救援登板・完了、2回無失点[27]
- 初奪三振：同上、8回裏に外崎修汰から空振り三振[25]
- 初先発登板：2024年4月24日、対福岡ソフトバンクホークス5回戦（ZOZOマリンスタジアム）、3回2失点で敗戦投手[39]
- 初勝利：2024年6月15日、対中日ドラゴンズ2回戦（ZOZOマリンスタジアム）、3回表に2番手で救援登板、2回2/3無失点[48]
- 初ホールド：2025年3月29日、対福岡ソフトバンクホークス2回戦（みずほPayPayドーム福岡）、6回裏に2番手で救援登板、2回無失点

打撃記録
- 初打席：2025年6月21日、対横浜DeNAベイスターズ2回戦（横浜スタジアム）、5回表に大貫晋一から三ゴロ[73]

### 背番号
- 34（2023年[19] - ）